# Tallträsket (Sorsele socken, Lappland, 725338-156884)
Tallträsket är en sjö i Sorsele kommun i Lappland och ingår i Umeälvens huvudavrinningsområde. Sjön har en area på 0,88 kvadratkilometer och ligger 436 meter över havet. Sjön avvattnas av vattendraget Tallträskbäcken.

## Delavrinningsområde
Tallträsket ingår i det delavrinningsområde (725316-156876) som SMHI kallar för Mynnar i Storjuktan. Medelhöjden är 528 meter över havet och ytan är 23,31 kvadratkilometer. Det finns inga avrinningsområden uppströms utan avrinningsområdet är högsta punkten. Tallträskbäcken som avvattnar avrinningsområdet har biflödesordning 3, vilket innebär att vattnet flödar genom totalt 3 vattendrag innan det når havet efter 285 kilometer. Avrinningsområdet består mestadels av skog (89 procent). Avrinningsområdet har 0,86 kvadratkilometer vattenytor vilket ger det en sjöprocent på 3,7 procent.